# Chimenea de Torre Arias
La Chimenea de Torre Arias es una construcción de tipo industrial, ubicada en el cruce de la calle de Alcalá con la Avenida de la Carretera de Canillejas a Vicálvaro, en el distrito de San Blas-Canillejas de Madrid, España.

## Contexto
Este ejemplo de arqueología industrial dentro de la ciudad de Madrid, en el distrito de San Blas-Canillejas, se encuentra dentro de un solar sin otro tipo de uso o construcción, rodeado por una valla de ladrillo perimetral que lo protege, en una zona residencial de casas bajas y unifamiliares. Su localización exacta se ubica en el cruce de la Calle Alcalá con la Avenida de la Carretera de Canillejas a Vicálvaro, muy próximo a la estación de Torre Arias del Metro de Madrid.

## Historia
A lo largo de todo el siglo XX, en el solar se han dado diferentes construcciones fabriles de distintos usos, aunque no se tiene un registro exacto de todas ellas. Antes de su situación actual, en la que sólo queda en pie la chimenea y el resto del conjunto está derruido, el uso principal del edificio era conocido por ser la "Quesería Carvel", famosa entre los vecinos de la antigua Villa de Canillejas, hoy un barrio anexionado a la ciudad de Madrid.

## Descripción
El edificio, definido como ejemplo de arqueología industrial, sólo mantiene actualmente en pie la chimenea, pudiendo ver en estudios a través de fotografía aérea las líneas y los restos de la última fábrica  existente, la Quesería Carvel.
Exterior
Chimenea exenta de base poligonal en ladrillo visto.
Interior
No tiene opción de visitar el interior.